# Liste der Kulturdenkmale in Schönfeld (Dresden)
Die Liste der Kulturdenkmale in Schönfeld umfasst sämtliche Kulturdenkmale der Dresdner Gemarkung Schönfeld. Die Anmerkungen sind zu beachten.
Diese Liste ist eine Teilliste der Liste der Kulturdenkmale in Dresden. 

Diese Liste ist eine Teilliste der Liste der Kulturdenkmale in Sachsen.

## Legende
- Bild: Bild des Kulturdenkmals, ggf. zusätzlich mit einem Link zu weiteren Fotos des Kulturdenkmals im Medienarchiv Wikimedia Commons. Wenn man auf das Kamerasymbol klickt, können Fotos zu Kulturdenkmalen aus dieser Liste hochgeladen werden:
- Bezeichnung: Denkmalgeschützte Objekte und ggf. Bauwerksname des Kulturdenkmals
- Lage: Straßenname und Hausnummer oder Flurstücknummer des Kulturdenkmals. Die Grundsortierung der Liste erfolgt nach dieser Adresse. Der Link (Karte) führt zu verschiedenen Kartendiensten mit der Position des Kulturdenkmals. Fehlt dieser Link, wurden die Koordinaten noch nicht eingetragen. Sind diese bekannt, können sie über ein Tool mit einer Kartenansicht einfach nachgetragen werden. In dieser Kartenansicht sind Kulturdenkmale ohne Koordinaten mit einem roten bzw. orangen Marker dargestellt und können durch Verschieben auf die richtige Position in der Karte mit Koordinaten versehen werden. Kulturdenkmale ohne Bild sind an einem blauen bzw. roten Marker erkennbar.
- Datierung: Baubeginn, Fertigstellung, Datum der Erstnennung oder grobe zeitliche Einordnung entsprechend des Eintrags in der sächsischen Denkmaldatenbank
- Beschreibung: Kurzcharakteristik des Kulturdenkmals entsprechend des Eintrags in der sächsischen Denkmaldatenbank, ggf. ergänzt durch die dort nur selten veröffentlichten Erfassungstexte oder zusätzliche Informationen
- ID: Vom Landesamt für Denkmalpflege Sachsen vergebene, das Kulturdenkmal eindeutig identifizierende Objekt-Nummer. Der Link führt zum PDF-Denkmaldokument des Landesamtes für Denkmalpflege Sachsen. Bei ehemaligen Kulturdenkmalen können die Objektnummern unbekannt sein und deshalb fehlen bzw. die Links von aus der Datenbank entfernten Objektnummern ins Leere führen. Ein ggf. vorhandenes Icon  führt zu den Angaben des Kulturdenkmals bei Wikidata.

## Schönfeld
| Bild           | Bezeichnung | Lage                            | Datierung | Beschreibung | ID       |
| -------------- | --- | ------------------------------- | --- | --- | -------- |
|                | Doppelwohnhaus | Alter Bahndamm 101 (Karte)      | um 1910 (Doppelwohnhaus)                                                                                                  | Bahnwärterhaus (Am Sägewerk 18–20); versachlichtes Gebäude, mit hohem Mansardgiebeldach, als Beispiel der Reformarchitektur nach 1900 baugeschichtlich bedeutend. | 09283632 |
|                | Wohnstallhaus | Am Sägewerk 8 (Karte)           | 3. Viertel 19. Jh. (Wohnstallhaus)                                                                                        | steinernes Bauernhaus aus der zweiten Hälfte des 19. Jahrhunderts, auffällig die Zwillingsfenster im Giebel, als Zeugnis ländlicher Architektur und Volksbauweise seiner Zeit baugeschichtlich bedeutend. | 09283634 |
| Weitere Bilder | Wohnhaus | Am Sägewerk 9 (Karte)           | 1. Hälfte 19. Jh. (Wohnhaus)                                                                                              | Fachwerk im Obergeschoss, lange Zeit als Fleischerei genutzt, daneben kleine Landwirtschaft, als Zeugnis ländlicher Architektur und Volksbauweise seiner Zeit baugeschichtlich bedeutend, mit erhaltenen Räumlichkeiten und Ausstattungselementen der Fleischerei auch sozialgeschichtlich von Belang. | 09283635 |
|                | Doppelwohnhaus | Am Sägewerk 18 (Karte)          | um 1910 (Doppelwohnhaus)                                                                                                  | Bahnwärterhaus, versachlichtes Gebäude, mit hohem Mansardgiebeldach, als Beispiel der Reformarchitektur nach 1900 baugeschichtlich bedeutend. | 09283632 |
|                | Villa mit Hintergebäude | Am Sägewerk 22 (Karte)          | bezeichnet 1902 (Villa)                                                                                                   | historistischer Bau um 1900, auffällig die Dachgestaltung, Betonung der Mitte durch Vorbau und Giebel, baugeschichtlich bedeutend. | 09283633 |
|                | Ehem. Inspektorenhaus und zwei Wirtschaftsgebäude | Am Schloß 1; 3; 4 (Karte)       | 1710–1711 Dendro (Gutsverwalterhaus) 1. Hälfte 18. Jh. (Wirtschaftsgebäude) um 1910 (Wirtschaftsgebäude) 18. Jh. (Keller) | Inspektorenhaus (Nr. 1) und zwei Wirtschaftsgebäude (Nr. 3 und 4) eines Ritterguts, dazu Wäschemangel (in Nr. 3); zwischenzeitlich Gemeindeamt, beeindruckende ländliche Bauten ihrer Zeit, Anlage des Rittergutes neben Schloss und Kirche markanteste Anwesen des Ortes, mit diesen, weiteren Baulichkeiten und dem Schlossteich in der Mitte eines der bemerkenswertesten Dorfensembles in Dresden und darüber hinaus, baugeschichtlich, ortsgeschichtlich und landschaftsgestalterisch bedeutend, die in Liegnitz produzierte Wäschemangel hat Seltenheitswert. | 09283621 |
| Weitere Bilder | Sachgesamtheit Schloss Schönfeld b. Dresden mit folgenden Einzeldenkmalen: Schloss, Wassergraben und zwei Steinbrücken sowie den Außenanlagen (vormals auch als Kammergut Schönfeld bezeichnet) | Am Schloß 2 (Karte)             | 1573 (Rittergut) | Sachgesamtheit Schloss Schönfeld b. Dresden mit folgenden Einzeldenkmalen: Schloss, Wassergraben und zwei Steinbrücken (eine zur Kirche) sowie den Außenanlagen (Einzeldenkmal ID-Nr. 09288612); Zeugnis feudaler Herrschaftsarchitektur aus dem 16. Jahrhundert, zu dem eines der bemerkenswertesten und ältesten Schlossensemble auf dem heutigen Stadtgebiet von Dresden, baugeschichtlich, künstlerisch, städtebaulich und landschaftsgestalterisch bedeutend.                                                                                                  | 09305919 |
| Weitere Bilder | Einzeldenkmale der Sachgesamtheit Schloss Schönfeld b. Dresden: Schloss, Wassergraben und zwei Steinbrücken (Einzeldenkmale zu ID-Nr. 09305919)                                                 | Am Schloß 2 (Karte)             | bezeichnet 1573 (Schloss, Rittergut)                                                                                      | Einzeldenkmale der Sachgesamtheit Schloss Schönfeld b. Dresden: Schloss, Wassergraben und zwei Steinbrücken (eine zur Kirche) sowie den Außenanlagen; Zeugnis feudaler Herrschaftsarchitektur aus dem 16. Jahrhundert (bezeichnet in Sandsteinplatte über rückseitigem Portal-Türsturz), zudem eines der bemerkenswertesten und ältesten Schlossensemble auf dem heutigen Stadtgebiet von Dresden, baugeschichtlich, künstlerisch, städtebaulich und landschaftsgestalterisch bedeutend.                                                                            | 09283612 |
| Weitere Bilder | Dorfkirche Schönfeld | Borsbergstraße (Karte)          | 1676 (Kirche), bezeichnet 1658 (Altarbild), 1676 (Chorgestühl), um 1830 (Empore), Ende 17. Jh. (Kanzel)                   | Kirche mit Ausstattung; Saalkirche einschließlich Chor und Westturm, die älteren Teile wohl nachgotisch, Umbau 1676 nachgewiesen, Turmobergeschoss mit Haube und Laterne 1896, Beispiel der Kirchbaukunst, insbesondere vom 17. bis zum 18. Jahrhundert, eines der ältesten und Gebäude von Schönfeld, bildet markantes Ensemble mit dem Schloss, baugeschichtlich, künstlerisch und städtebaulich bedeutend. | 09283613 |
| Weitere Bilder | Alter Friedhof; Kirchhof Schönfeld | Borsbergstraße (Karte)          | 18. und 19. Jh. (Friedhof)                                                                                                | Friedhof bzw. Kirchhof mit einigen älteren Grabstätten (zumeist 18. Jh.), zwei Sühnekreuzen, Mauer und Eingang mit schmiedeeisernem Tor | 09283648 |
|                | Kriegerdenkmal Schönfeld | Borsbergstraße (Karte)          | bez. 1926 (Kriegerdenkmal)                                                                                                | Denkmal für die Kriege von 1866, 1870/71 und 1914–18 Gefallenen | 09283618 |
|                | Alte Schule | Borsbergstraße 4 (Karte)        | Ende 19. Jh. (Schule) | Sicher ehem. Schule mit Resten der Einfriedung, Stützmauer und Treppenaufgang | 09283619 |
|                | Pfarrhaus | Borsbergstraße 6 (Karte)        | 1. Hälfte 19. Jh. (Pfarrhaus)                                                                                             | Pfarrhaus mit Anbau, Scheune, Remise und Einfriedungsmauern; markanter ländlicher Wohnbau seiner Zeit, axiale Fassadengliederung noch im Sinne des Barock, wuchtiges Krüppelwalmdach, eines der ältesten Gebäude von Schönfeld, baugeschichtlich und ortsgeschichtlich bedeutend. | 09283614 |
| Weitere Bilder | Wohnstallhaus | Cunnersdorfer Straße 5 (Karte)  | 2. Hälfte 19. Jh. (Wohnstallhaus)                                                                                         | Wohnstallhaus und Scheune, mit Keller im Hof | 09283627 |
| Weitere Bilder | Zwei Scheunen | Cunnersdorfer Straße 13 (Karte) | 2. Hälfte 19. Jh. (Scheune)                                                                                               | Zwei Scheunen (im rechten Winkel zueinander) | 09283626 |
| Weitere Bilder | Wohnstallhaus, Scheune und kleines Nebengebäude (Milchhaus) eines Gehöftes | Cunnersdorfer Straße 22 (Karte) | Mitte 19. Jh. (Wohnstallhaus)                                                                                             | erstere mit Fachwerk im Obergeschoss, markantes ländliches Anwesen aus dem späten 18. und dem 19. Jahrhundert, zudem Teil eines zu großen Teilen erhaltenen Dorfkerns von Dresden, baugeschichtlich und ortsgeschichtlich bedeutend. | 09283625 |
| Weitere Bilder | Wohnstallhaus, Scheune, straßenseitige Mauer einschl. Toranlage (zwei Sandstein-Torpfeiler) eines Gehöftes                                                                                      | Cunnersdorfer Straße 54 (Karte) | bezeichnet 1881 (Wohnstallhaus)                                                                                           | trotz Modernisierung nach wie vor anschaulich erhaltenes ländliches Anwesen seiner Zeit, gehört zu den repräsentativeren Hofanlagen Schönfelds, baugeschichtlich und ortsgeschichtlich bedeutend. | 09283624 |
| Weitere Bilder | Luthereiche mit Gedenkstein und Einfriedung | Markt (Karte)                   | 1885 (Gedenkbaum) 1885 (Gedenkstein)                                                                                      | personengeschichtlich, kulturgeschichtlich und ortsgeschichtlich bedeutend | 09283615 |
| Weitere Bilder | Gasthof Zum Erbgericht (ehem.) | Markt 4 (Karte)                 | 2. Hälfte 19. Jh. (Gasthof)                                                                                               | Gasthof mit Gastwirtschaftsterrasse und zwei Kopflinden; heute als Wohnhaus genutzt, historisches Lokal des Ortes, im Reformstil mit klassizistischem Einschlag errichtet, baugeschichtlich und ortsgeschichtlich bedeutend. | 09283639 |
| Weitere Bilder | Wohnstallhaus | Markt 5 (Karte)                 | 1. Hälfte 19. Jh. (Wohnstallhaus)                                                                                         | Wohnstallhaus (Fachwerk im Obergeschoss) mit Scheune | 09283638 |
| Weitere Bilder | Wohnhaus mit Hinterhaus | Markt 6 (Karte)                 | 1. Hälfte 19. Jh. (Wohnhaus)                                                                                              | Wohnhaus (Fachwerk im Obergeschoss) mit Hinterhaus | 09283637 |
| Weitere Bilder | Scheune und Seitengebäude sowie Toranlage eines Dreiseithofes | Markt 7 (Karte)                 | Mitte 19. Jh. (Scheune)                                                                                                   | Scheune und Seitengebäude sowie Toranlage eines Dreiseithofes; Seitengebäude mit Fachwerk im Obergeschoss, Hofeinfahrt zwei Sandsteinpfeiler mit Kämpfern. | 09283631 |
| Weitere Bilder | Apotheke | Markt 8 (Karte)                 | bez. 1801 (Apotheke) | Fachwerk im Obergeschoss, im Schlussstein bez. | 09283636 |
|                | Kleines ländliches Wohnhaus | Meinhardtweg 1 (Karte)          | bez. 1799 (Wohnhaus) | Kleines ländliches Wohnhaus (teilweise Fachwerk im Obergeschoss) | 09283620 |
|                | Wohnhaus/Bauernhaus | Mittelstraße 7 (Karte)          | 2. Hälfte 19. Jh. (Wohnhaus)                                                                                              | ländlicher Massivbau seiner Zeit, historistisch, als Teil des Dorfkerns von Schönfeld vor allerm ortsgeschichtlich bedeutend. | 09283641 |
|                | Ländliches Wohnhaus | Mittelstraße 20 (Karte)         | Mitte 19. Jh. (Wohnhaus)                                                                                                  | Fachwerk im Obergeschoss, ruinös | 09283643 |
|                | Ländliches Wohnhaus | Mittelstraße 23 (Karte)         | Anfang 19. Jh. (Wohnhaus)                                                                                                 | Fachwerk im Obergeschoss | 09283644 |
|                | Wohnstallhaus | Mittelstraße 31 (Karte)         | 1. Hälfte 19. Jh. (Wohnstallhaus)                                                                                         | Fachwerk im Obergeschoss, verputzt | 09283645 |
|                | Ehem. Karschmühle | Mittelstraße 42 (Karte)         | 1. Hälfte 19. Jh. (Wohnstallhaus); 1. Hälfte 19. Jh. (Bauernhof)                                                          | Zweiseithof mit Wohnstallhaus und Scheune (Obergeschoss Fachwerk). Christoff Müller, der Sohn des ersten nachweisbaren Flur- und Mühlenbesitzers Blasius Möller übernahm die Mühle 1568, bis 1621 war die oberschlächtige Wassermühle im Besitz der Familie. Im Laufe der Jahrhunderte trug die Mühle, nach ihren jeweiligen Besitzern, auch die Namen Huhlens Mühle, Felgners Mühle und Niedere Mühle im Eichbusch. | 09283650 |
| Weitere Bilder | Wohnstallhaus und Scheune | Mühlfeld 4 (Karte)              | bez. 1766 (Wohnstallhaus)                                                                                                 | Wohnstallhaus (bez. im Schlussstein) und Scheune (beides Fachwerk) eines Dreiseithofes | 09283623 |
| Weitere Bilder | Wohnhaus | Nordweg 1 (Karte)               | 2. Hälfte 19. Jh. (Wohnhaus)                                                                                              | Wohnhaus eines Hofes und ein Torpfeiler | 09283629 |
|                | Fachwerkhaus mit Anbau | Zur Bockmühle 9 (Karte)         | bez. 1799 (Türsturz) | Fachwerkhaus mit Anbau, bez. im Türsturz und am Giebel, freistehende Scheune (verbrettert) und Keller | 09283720 |

## Ausführliche Denkmaltexte
1. ↑  
Denkmaltext

Der in seiner heutigen Form wohl vor allem auf 1881 zurückgehende Hof Cunnersdorfer Straße 54, Dresden, OT Schönfeld mit massiven Baulichkeiten gehört trotz seiner Schlichtheit zu den markanteren ländlichen Anwesen von Schönfeld Mit ihren hohen Giebelseiten wirken das einstige Wohnstallhaus und die mittlerweile zu Wohnzwecken umgenutzte Scheune weithin in den Straßenraum hinein. Mehr als viele andere Bauten des Ortes erinnern sie an das alte Dorf Schönfeld. Die Denkmaleigenschaft des Anwesens einschl. Scheune ergibt sich somit aus der bau- und ortsgeschichtliche Bedeutung (LfD/2013).